# Luc Gallissaires
Luc Gallissaires est un réalisateur, scénariste français et professeur au Cours Florent et à l'école du cinéma Français de Pékin (Chine) depuis sa création en 2006. Il a participé à des ateliers d'écriture et réalisation en région Centre de 1995 à 2002. Son film "Affaire classée" a été honoré d'une mention spéciale du Jury au festival de Istres pour la qualité du jeu de Marion Cotillard en 1998. Il a encadré un séminaire de direction d'acteurs auprès des réalisateurs Haïtiens, à Pétionville, Haïti, en juillet 06. Il a donné une série de conférences, "introduction au cinéma Français, de la Nouvelle Vague à aujourd'hui", en avril 07, dans les plus grandes universités Pékinoises. Il a réalisé le clip des cours Florent en 2009.Il a participé à l'Atelier Grand Nord (rencontre internationale autour de scénarios de long métrage francophones organisé par la SODEC) en 2012.

## Filmographie
- 1995 : Le Dimanche à midi, avec Alexandre Brasseur
- 1997 : Affaire classée, avec Bernard Lanneau, Marion Cotillard, Alexandre Brasseur, Patrick Mille
- 2001 : Pointête, avec Arnaud Carbonnier, Julie Delarme, Thierry Der'ven, Patrick Mille
- 2007 : Mon obsession avec Arnaud Carbonnier, Jérémie Lippmann
- 2025 : "Les chemins de traverse" avec Arnaud Carbonnier et Tereza Gleize